# Anoteropsis westlandica
Anoteropsis westlandica là một loài nhện trong họ Lycosidae.
Loài này thuộc chi Anoteropsis. Anoteropsis westlandica được Cor J. Vink miêu tả năm 2002.